# 重庆市铁路中学校

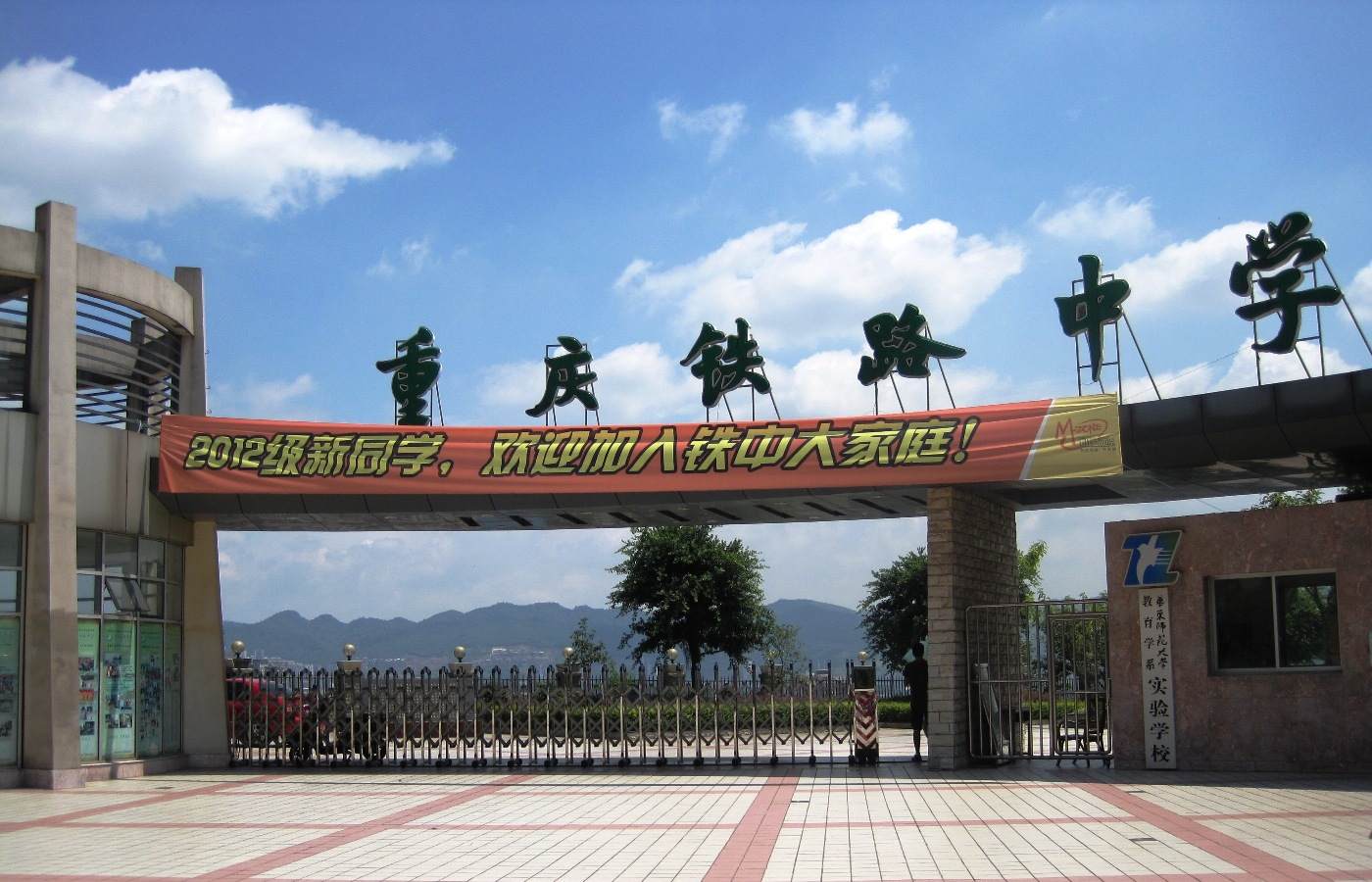
重庆铁路中学（西大门）

重庆市铁路中学校，是中華人民共和國重慶市的一所高中，校區位於九龍坡區的中心，成立於1956年。也是重慶市首批重點學校之一。学校在建校初由成都铁路局管理，2004年6月移交给九龙坡区政府，2015年2月和电厂中学合并。

## 另見
- 重慶市重點中學列表

## 外部連結
- www.cqtz.com （页面存档备份，存于）

1. ↑  . 重庆市铁路中学校. 2019-05-23.[]